# Francis Lawrence
Francis Lawrence (Vienna, 26 marzo 1971) è un regista statunitense.
È principalmente noto per aver diretto i film Constantine (2005), Io sono leggenda (2007), Hunger Games - La ragazza di fuoco (2013), Hunger Games - Il canto della rivolta - Parte 1 (2014), Hunger Games - Il canto della rivolta - Parte 2 (2015), Hunger Games - La ballata dell'usignolo e del serpente (2023) e Hunger Games - L'alba sulla mietitura (2026).

## Biografia
Nato a Vienna e trasferitosi a Los Angeles all'età di tre anni, suo padre insegnava alla California State University. Dopo aver studiato produzione cinematografica alla Loyola Marymount University ha incominciato a lavorare come secondo assistente del regista nel film Pump Up the Volume di Allan Moyle nel 1990. Nel 1994 lavora per Anton Vassil nel film Marching out of Time prima di incominciare coi video musicali, inizialmente con l'ex compagno di scuola Michael Rosen e successivamente in proprio, dove ha diretto più di cento clip per numerose star musicali (Justin Timberlake, Britney Spears, Janet Jackson, Will Smith, Aerosmith, Black Eyed Peas, Alanis Morissette) e numerosi spot pubblicitari (Coca-Cola, L'Oréal, Pepsi-Cola, Wild Planet, Maybelline, Mobil, Calvin Klein, Foot Locker, Bacardi, McDonald's, GAP, Epidemic.com, Oldsmobile, Bud Light, First Bank, CoverGirl, Tommy Hilfiger e Disneyland). Tra le sue opere più note c'è il videoclip del brano What You Waiting For? di Gwen Stefani, vincitore di numerosi premi.
Nel 2005 ha esordito nel lungometraggio dirigendo Constantine, tratto dal fumetto Hellblazer con Keanu Reeves. Nel 2007 dirige Will Smith in Io sono leggenda tratto dall'omonimo romanzo di Richard Matheson. Nel 2009 e nel 2010 viene ingaggiato per la regia di Eddie Dickens and the Awful End e Snow and the Seven ma entrambi i progetti vengono abbandonati. Nel 2011 dirige Come l'acqua per gli elefanti con Reese Witherspoon e Robert Pattinson e vince un Grammy Award per il miglior video musicale, per la regia di Bad Romance di Lady Gaga. Nel 2012 è stato ingaggiato per dirigere il secondo capitolo della trilogia di Hunger Games, successivamente è stato confermato per dirigere anche l'adattamento de Il canto della rivolta, che viene suddiviso in due film. Nel 2022, al Las Vegas CinemaCon, viene confermato come regista dell’adattamento di Ballata dell'usignolo e del serpente.

## Filmografia

### Regista

#### Cinema
- Constantine (2005)
- Io sono leggenda (I Am Legend) (2007)
- Come l'acqua per gli elefanti (Water for Elephants) (2011)
- Hunger Games - La ragazza di fuoco (The Hunger Games: Catching Fire) (2013)
- Hunger Games - Il canto della rivolta - Parte 1 (The Hunger Games: Mockingjay - Part 1) (2014)
- Hunger Games - Il canto della rivolta - Parte 2 (The Hunger Games: Mockingjay - Part 2) (2015)
- Red Sparrow (2018)
- Slumberland - Nel mondo dei sogni (Slumberland) (2022)
- Hunger Games - La ballata dell'usignolo e del serpente (The Hunger Games: The Ballad of Songbirds and Snakes) (2023)

#### Televisione
- Kings – serie TV, 3 episodi (2009)
- Touch – serie TV, episodio 1x01 (2012)
- See – serie TV, 3 episodi (2019)
- Gotham – film TV (2022)

### Produttore
- Kings – serie TV, 12 episodi (2009)
- Touch – serie TV, 26 episodi (2012-2013)
- See – serie TV, 17 episodi (2019-2022)
- The Serpent Queen – serie TV, 13 episodi (2022-2024)

## Videografia
| Anno | Artista(i)                                       | Video                                                |
| ---- | ------------------------------------------------ | ---------------------------------------------------- |
| 1993 | Tridal Force                                     | A Man Rides Through                                  |
| 1993 | Omniscence                                       | Touch Y'all                                          |
| 1994 | A Western Front                                  | Go                                                   |
| 1994 | A Western Front                                  | The Problem                                          |
| 1994 | AlldaRon West                                    | We've Got That Kind Of Love                          |
| 1994 | Life of Agony                                    | This Time                                            |
| 1994 | AlldaRon West                                    | Safe In Your Arms                                    |
| 1995 | Ahmad feat. Ras Kass & Saafir                    | Come Widdit                                          |
| 1995 | Foreigner                                        | All I Need To Know                                   |
| 1995 | The BUMS                                         | Elevation (Free My Mind)                             |
| 1995 | Boyz Of Paradize                                 | Shining Star                                         |
| 1996 | Akon                                             | Operations Of Nature                                 |
| 1996 | Royal C                                          | They Don't Want None                                 |
| 1996 | Unwritten Law                                    | Superman                                             |
| 1996 | Color Me Badd                                    | Sexual Capacity                                      |
| 1996 | Organized Noise feat. Queen Latifah              | Set It Off                                           |
| 1996 | Mista                                            | Lady                                                 |
| 1996 | Tevin Campbell                                   | I Got It Bad                                         |
| 1996 | Art Porter feat. Lalah Hathaway                  | One More Chance                                      |
| 1996 | The Braxtons                                     | Only Love                                            |
| 1997 | Bad Religion                                     | 10 In 2010                                           |
| 1997 | Monica                                           | For You I Will                                       |
| 1997 | Ray J                                            | Let It Go                                            |
| 1997 | Eric Benét                                       | Femininity                                           |
| 1997 | Jocelyn Enriquez                                 | A Little Bit Of Ecstasy                              |
| 1997 | Third Eye Blind                                  | Losing a Whole Year                                  |
| 1997 | Naked                                            | Mann's Chinese                                       |
| 1997 | Ray J                                            | Everything You Want                                  |
| 1997 | Coolio feat. 40 Thevz                            | C U When U Get There                                 |
| 1997 | Deborah Cox                                      | Things Just Ain't The Same                           |
| 1997 | Adina Howard                                     | (Freak) And U Know It                                |
| 1997 | Natalie Cole                                     | A Smile Like Yours                                   |
| 1997 | Vanessa L. Williams                              | Happiness                                            |
| 1997 | En Vogue                                         | Too Gone, Too Long                                   |
| 1997 | LSG                                              | My Body                                              |
| 1997 | Wyclef Jean feat. The Refugee Allstars           | Gone Till November                                   |
| 1998 | 112 feat. Ma$e                                   | Love Me                                              |
| 1998 | Sarah McLachlan                                  | Adia                                                 |
| 1998 | Robyn                                            | Do You Really Want Me (Show Respect)                 |
| 1998 | Pras Michel feat. Ol' Dirty Bastard & Mýa        | Ghetto Supastar (That Is What You Are)               |
| 1998 | Aerosmith                                        | I Don't Want to Miss a Thing                         |
| 1998 | Fastball                                         | Fire Escape                                          |
| 1998 | Seal                                             | Human Being                                          |
| 1998 | Timbaland feat. Magoo & Missy Elliott            | Here We Come                                         |
| 1999 | Ginuwine                                         | What's So Different?                                 |
| 1999 | Maxwell                                          | Fortunate                                            |
| 1999 | Seal                                             | Lost My Faith                                        |
| 1999 | Fastball                                         | DNA                                                  |
| 1999 | Jay-Z                                            | Girl's Best Friend                                   |
| 1999 | Tracie Spencer                                   | It's All About You (Not About Me)                    |
| 1999 | Brian McKnight                                   | Back At One (versione 1)                             |
| 1999 | Jennifer Lopez                                   | Waiting for Tonight/Una Noche Mas                    |
| 1999 | Enrique Iglesias                                 | Rhythm Divine                                        |
| 1999 | Lauryn Hill feat. Bob Marley                     | Turn Your Lights Down Low                            |
| 2000 | Melanie C feat. Lisa Left-Eye Lopes              | Never Be the Same Again                              |
| 2000 | Ricky Martin                                     | Private Emotion                                      |
| 2000 | Third Eye Blind                                  | 10 Days Late                                         |
| 2000 | Whitney Houston feat. Enrique Iglesias           | Could I Have This Kiss Forever                       |
| 2000 | Destiny's Child                                  | Independent Women Part I                             |
| 2000 | Nelly Furtado                                    | I'm Like a Bird                                      |
| 2000 | Lil' Kim                                         | How Many Licks?                                      |
| 2001 | Backstreet Boys feat. Pharrell Williams & Clipse | The Call (Neptunes remix)                            |
| 2001 | Green Day                                        | Warning                                              |
| 2001 | Backstreet Boys                                  | The Call                                             |
| 2001 | Aerosmith                                        | Jaded                                                |
| 2001 | Jennifer Lopez                                   | Play                                                 |
| 2001 | Janet Jackson                                    | Someone to Call My Lover                             |
| 2001 | Janet Jackson feat. Jermaine Dupri               | Someone to Call My Lover (So So Def remix)           |
| 2001 | P.O.D.                                           | Alive                                                |
| 2001 | Long Beach Dub Allstars feat. will.i.am          | Sunny Hours                                          |
| 2001 | Destiny's Child                                  | Emotion                                              |
| 2001 | Britney Spears                                   | I'm a Slave 4 U                                      |
| 2001 | Ginuwine                                         | Just Because                                         |
| 2001 | Shakira                                          | Whenever, Wherever/Suerte                            |
| 2001 | Janet Jackson feat. Missy Elliott & Carly Simon  | Son of a Gun (I Betcha Think This Song Is About You) |
| 2002 | Garbage                                          | Breaking Up the Girl (film)                          |
| 2002 | Alanis Morissette                                | Hands Clean (versione 1)                             |
| 2002 | Garbage                                          | Breaking Up the Girl (versione 1)                    |
| 2002 | Natalie Imbruglia                                | Wrong Impression                                     |
| 2002 | Alanis Morissette                                | Hands Clean (versione 2)                             |
| 2002 | Goo Goo Dolls                                    | Here Is Gone                                         |
| 2002 | Incubus                                          | Warning                                              |
| 2002 | Alanis Morissette                                | Precious Illusions                                   |
| 2002 | Will Smith                                       | Black Suits Comin' (Nod Ya Head)                     |
| 2002 | Pink                                             | Just like a Pill                                     |
| 2002 | Will Smith feat. Christina Vidal & Tra-Knox      | Nod Ya Head (remix)                                  |
| 2002 | Michelle Branch                                  | Goodbye to You                                       |
| 2002 | OK Go                                            | Get Over It                                          |
| 2002 | Avril Lavigne                                    | Sk8er Boi                                            |
| 2002 | Jennifer Lopez                                   | Jenny from the Block                                 |
| 2002 | Justin Timberlake feat. Timbaland                | Cry Me a River                                       |
| 2003 | Everclear                                        | Volvo Driving Soccer Mom                             |
| 2003 | Lisa Marie Presley                               | Lights Out                                           |
| 2003 | Justin Timberlake                                | Rock Your Body                                       |
| 2004 | Black Eyed Peas                                  | Let's Get It Started                                 |
| 2004 | Janet Jackson                                    | All Nite (Don't Stop)                                |
| 2004 | Gwen Stefani                                     | What You Waiting For?                                |
| 2005 | Jennifer Lopez                                   | Get Right (versione 1)                               |
| 2005 | Audioslave                                       | Be Yourself                                          |
| 2006 | Black Eyed Peas                                  | Pump It                                              |
| 2006 | Pussycat Dolls feat. Snoop Dogg                  | Buttons                                              |
| 2007 | Nicole Scherzinger                               | Baby Love                                            |
| 2008 | Britney Spears                                   | Circus                                               |
| 2009 | Lady Gaga                                        | Bad Romance                                          |
| 2011 | Beyoncé                                          | Run the World (Girls)                                |
| 2011 | Serhat                                           | Rural Feast                                          |
| 2013 | Daughtry                                         | Unbreakable                                          |